# Orso Ipato
Orso Ipato – według tradycji trzeci doża wenecki od 726 do 737. Jest uznawany za pierwszego historycznego władcę Republiki Weneckiej. Pochodził z Heraklei. Na przywódcę wenecjan został wybrany po ogłoszeniu przez cesarza Bizancjum Leona III doktryny ikonoklazmu, która spowodowała bunt we włoskich prowincjach cesarstwa bizantyńskiego. Bunt nie trwał długo, a po pogodzeniu się z władzami w Konstantynopolu Orso zachował władzę i otrzymał od cesarza tytuł hypatosa (konsula), od którego powstało jego nazwisko rodowe – Ipato. Zamordowany w 737, prawdopodobnie z polecenia Bizantyjczyków. Był ojcem kolejnego doży – Teodato Ipato, który został wybrany na to stanowisko w 742 roku.